# Hanko
Hanko (ou Hango; em sueco: Hangö) é um município da Finlândia. Está localizado na província de Uusimaa, e faz parte da sub-região de Raseborg. A cidade tem uma população de 8 517 habitantes (estimativas de março de 2023), e abrange uma área de 800,22 km², dos quais 116,9 km² é constituído por água. A densidade populacional é de 82,03, hab/km². O município é bilingue - 54% finlandês e 44% sueco.